# Hørve Sogn
Hørve Sogn ist eine Kirchspielsgemeinde (dän.: Sogn) auf der dänischen Insel Seeland.
Bis 1970 gehörte sie zur Harde Ods Herred im damaligen Holbæk Amt, danach zur Dragsholm Kommune im Vestsjællands Amt, die wiederum im Zuge der Kommunalreform zum 1. Januar 2007 in der Odsherred Kommune in der Region Sjælland aufgegangen ist.
Am 1. Januar 2023 lebten im Kirchspiel 2590 Einwohner, davon 2416 im Kirchdorf Hørve.
Nachbargemeinden sind  im Westen Vallekilde Sogn, im Norden Fårevejle Sogn, auf dem Gebiet der Holbæk Kommune im Osten Kundby Sogn sowie im Süden Hjembæk-Svinninge Sogn.